# انگبرت اسکوگن
انگبرت اسکوگن (انگلیسی: Engebret Skogen; ۲۰ اوت ۱۸۸۷ – ۴ سپتامبر ۱۹۶۸) ورزشکار اهل نروژ بود.
وی در مسابقات کشوری و بین‌المللی در مجموع برندهٔ ۱ مدال برنز شده‌است.